# متحف دار الحوت بصلامبو

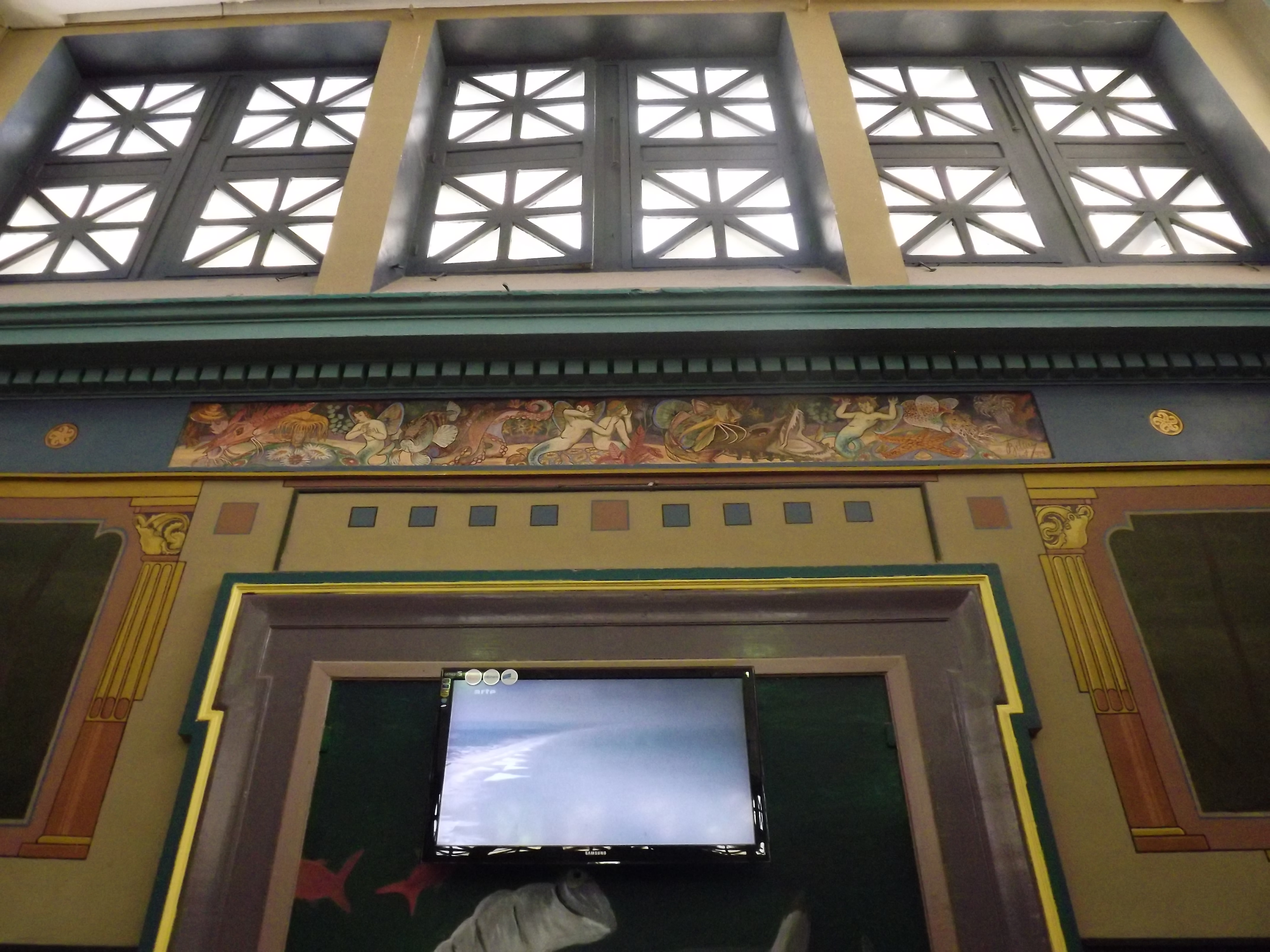
أتريوم المتحف.

متحف دار الحوت بصلامبو أو متحف علم المحيطات  هو المتحف الرئيسي المخصص للبحر في تونس. يقع في حي صلامبو في قرطاج، الضاحية الشمالية لتونس العاصمة، تحديدا في موقع الموانئ البونية القديم.

## التاريخ
تم تأسيس المتحف في 1924 تحت اسم محطة علم المحيطات بصلامبو (Station océanographique de Salammbô) ويملكه أنذاك متحف علم المحيطات بموناكو.

أصبح المتحف مستقلا بالكامل عند استقلال تونس في 1956، وغير اسمه إلى المعهد الوطني العلمي والتقني لعلم المحيطات والصيد البحري. هذه الفترة عرفت إنشاء فروع له في حلق الوادي وصفاقس والترفيع في البرامج البحثية. في 1992، نقل المعهد من تحت إشراف وزارة الفلاحة إلى وزارة التعليم العالي والبحث العلمي. منذها أصبح المعهد يسمى المعهد الوطني لعلوم وتكنولوجيات البحر. في 1996، تم إرفاق المركز الوطني للزراعة المائية بالمنستير به.

## المتحف
بني في المقام الأول باعتباره فضاءا تربويا، توزع المجموعات المعروضة على 11 غرفة وتختص كل واحدة منها حول: تونس دولة بحرية، تونس والبحر الأبيض المتوسط، أحواض سمك المياه العذبة، السباخ التونسية، هجرة الأنقليس، الجزر والمناطق المحمية، السواحل، مجتمع الطيور، تقنيات الصيد البحري، الأسماك وأحواض سمك مياه البحر.

المتحف مفتوح كل أيام الأسبوع ماعدا الإثنين في الأوقات التالية:
- التوقيت الشتوي: من 10 صباحًا إلى 13 ظهرًا، ثم من 15 مساءً إلى 18 مساءً.
- التوقيت الصيفي: من 9 صباحًا إلى 12 ظهرًا، ثم من 16 مساءً إلى 19 مساءً.

## مقالات ذا ت صلة
- علم المحيطات

## روابط خارجية
- الموقع الرسمي.